# 1946 en basket-ball
Chronologie du basket-ball
1945 en basket-ball - 1946 en basket-ball - 1947 en basket-ball
Les faits marquants de l'année 1946 en basket-ball :

## Avril
- 30 avril au 4 mai, championnat d'Europe masculin : Tchécoslovaquie.

## Récapitulatifs des principaux vainqueurs de compétitions 1945-1946

### Masculins
| Europe - France : ESSMG Lyon. - Grèce : Panathinaïkós Athènes. - Italie : Virtus Bologne. - URSS : Dom Officerov Tbilissi. - Yougoslavie : Étoile rouge de Belgrade. | Amériques | Afrique, Asie, Océanie |

### Féminines
| Europe - Espagne : non disputé (création en 1964). - France : Fémina Sport Paris. - Grèce : non disputé (création en 1968). - Italie : Reyer Venezia. | Amériques | Afrique, Asie, Océanie |